# Jeff Burr
Jeff Burr (* 18. Juli 1963 in Aurora, Ohio; † 10. Oktober 2023 in Dalton, Georgia) war ein US-amerikanischer Filmregisseur, der auch in kleinen Rollen als Schauspieler in Erscheinung trat.

## Leben
Jeff Burr wurde 1963 in Ohio geboren, wuchs aber in Dalton in Georgia auf. Bereits in der Junior High School drehte er erste eigene Super-8-Filme.
Bevor er in das Filmgeschäft einstieg, studierte er drei Jahre an der University of Southern California, ohne jedoch einen Abschluss zu machen. Zunächst drehte er vor allem Kurzfilme. Sein erster großer Film stammt aus dem Jahre 1987; Vincent Price übernahm hierin eine seiner letzten Rollen. Burr war vor allem als Regisseur von Horrorfilmfortsetzungen bekannt – so inszenierte er etwa den dritten Teil des Texas Chainsaw Massacre sowie Teil 4 und 5 der Puppet-Master-Reihe. Sein Schaffen als Regisseur umfasst mehr als zwei Dutzend Produktionen. Als Schauspieler war er in rund 30 Filmen zu sehen.
Burr starb im Oktober 2023 im Alter von 60 Jahren.

## Filmografie (Auswahl)
Regisseur
- 1982: Divided We Fall (Kurzfilm)
- 1987: Die Nacht der Schreie (The Offspring)
- 1989: Stepfather II
- 1990: Leatherface: Texas Chainsaw Massacre III
- 1992: Eddie Presley
- 1992: Im Land der Saurier (Land of the Lost, Fernsehserie, 2 Episoden)
- 1993: Pumpkinhead II (Pumpkinhead II: Blood Wings)
- 1993: Puppet Master 4
- 1994: Puppet Master 5 (Puppet Master 5: The Final Chapter)
- 1995: Night of the Scarecrow – Die Nacht der Krähe (Night of the Scarecrow)
- 1996: BeetleBorgs (Fernsehserie, 3 Episoden)
- 1997: Der Junge, der auszog, das Zaubern zu lernen (Johnny Mysto: Boy Wizard)
- 1998: Spoiler – Verdammt im Eis (Spoiler)
- 1998: The Werewolf Reborn!
- 1999: Phantom Town
- 1999: X-treme Teens (The Boy with the X-Ray Eyes)
- 2004: Platoon of Children (Straight Into Darkness)
- 2005: Frankenstein & the Werewolf Reborn!
- 2006: Devil’s Den
- 2010: Resurrection
- 2011: Gun of the Black Sun
- 2012: Alien Tornado (Fernsehfilm)
- 2018: Puppet Master: Blitzkrieg Massacre
- 2022: American Resurrection
- 2022: Carnage Collection – Puppet Master: Trunk Full of Terror
- 2023: Tales of the Fantastic

Schauspieler
- 1992: Eddie Presley
- 1992: The Summoned
- 1993: Fear of a Black Hat
- 1993: Things
- 1994: Saturday Night Special
- 1995: High Tomb
- 1995: With Criminal Intent
- 1999: Phantom Town
- 1999: X-treme Teens (The Boy with the X-Ray Eyes)
- 2000: Witchouse II: Blood Coven
- 2001: Dark Asylum
- 2005: The Mangler Reborn
- 2005: Creepies 2
- 2007: Have Love, Will Travel
- 2007: Women’s Murder Club (Fernsehserie, 1 Episode)
- 2008: The Curse of Lizzie Borden 2: Prom Night
- 2009: Sutures
- 2009: Live Evil – Die Jagd hat begonnen (Live Evil)
- 2011: Rat Scratch Fever
- 2015: Paranormal Chasers Legend of the Black Cross
- 2016: Making Out
- 2018: The Litch
- 2021: Edge of Town
- 2022: Cool as Hell 2

## Einzelnachweis
1. 1 2  Mike Barnes: Jeff Burr, Director of ‘Texas Chainsaw Massacre III,’ Dies at 60. In: The Hollywood Reporter. 12. September 2023, abgerufen am 12. September 2023 (amerikanisches Englisch).

| Personendaten    | Personendaten                                    |
| ---------------- | ------------------------------------------------ |
| NAME             | Burr, Jeff                                       |
| KURZBESCHREIBUNG | US-amerikanischer Filmregisseur und Schauspieler |
| GEBURTSDATUM     | 18. Juli 1963                                    |
| GEBURTSORT       | Aurora, Ohio, Vereinigte Staaten                 |
| STERBEDATUM      | 10. Oktober 2023                                 |
| STERBEORT        | Dalton, Georgia, Vereinigte Staaten              |